# Giro di Svizzera 1970
Il Giro di Svizzera 1970, trentaquattresima edizione della corsa, si svolse dall'11 al 19 giugno 1970 per un percorso di 1 629 km, con partenza da Murten/Morat e arrivo a Zurigo. Il corridore italiano Roberto Poggiali si aggiudicò la corsa concludendo in 43h53'27".
Degli 80 ciclisti alla partenza arrivarono al traguardo in 55, mentre 25 si ritirarono.

## Tappe
| Tappa  | Data      | Percorso                         | km    | Vincitore di tappa | Leader cl. generale |
| ------ | --------- | -------------------------------- | ----- | ------------------ | ------------------- |
| Prol.  | 11 giugno | Murten/Morat (cron. individuale) | 4     | Rudi Altig         | Rudi Altig          |
| 1ª     | 11 giugno | Murten/Morat > Liestal           | 185   | Franco Bitossi     | Rudi Altig          |
| 2ª     | 12 giugno | Liestal > Bazenheid              | 160   | Eddy Beugels       | Rudi Altig          |
| 3ª     | 13 giugno | Bazenheid > Arosa                | 144   | Franco Bitossi     | Franco Bitossi      |
| 4ª     | 14 giugno | Arosa > Locarno                  | 199   | Arnaldo Caverzasi  | Roberto Poggiali    |
| 5ª     | 15 giugno | Airolo > Meiringen               | 197   | Harry Steevens     | Roberto Poggiali    |
| 6ª     | 16 giugno | Meiringen > Finhaut              | 195   | Felice Gimondi     | Roberto Poggiali    |
| 7ª     | 17 giugno | Finhaut > Berna                  | 198   | Gerard Vianen      | Roberto Poggiali    |
| 8ª     | 18 giugno | Berna > Sarmenstorf              | 165   | Dino Zandegù       | Roberto Poggiali    |
| 9ª     | 19 giugno | Sarmenstorf > Zurigo             | 182   | Albert Fritz       | Roberto Poggiali    |
| Totale | Totale    | Totale                           | 1 629 |                    |                     |

## Dettagli delle tappe

### Prologo
- 11 giugno: Murten/Morat – Cronometro individuale – 4 km

Risultati
| Pos. | Corridore      | Squadra | Tempo |
| ---- | -------------- | ------- | ----- |
| 1    | Rudi Altig     | Zimba   | 6'03" |
| 2    | Erich Spahn    | Zimba   | a 2"  |
| 3    | Franco Bitossi | Filotex | a 4"  |

### 1ª tappa
- 11 giugno: Murten/Morat > Liestal – 185 km

Risultati
| Pos. | Corridore      | Squadra   | Tempo    |
| ---- | -------------- | --------- | -------- |
| 1    | Franco Bitossi | Filotex   | 4h57'38" |
| 2    | Felice Gimondi | Salvarani | s.t.     |
| 3    | Rudi Altig     | Zimba     | s.t.     |

### 2ª tappa
- 12 giugno: Liestal > Bazenheid – 160 km

Risultati
| Pos. | Corridore         | Squadra  | Tempo    |
| ---- | ----------------- | -------- | -------- |
| 1    | Eddy Beugels      | Flandria | 4h16'15" |
| 2    | Pierino Primavera | Scic     | s.t.     |
| 3    | Auguste Girard    | Zimba    | s.t.     |

### 3ª tappa
- 13 giugno: Bazenheid > Arosa – 144 km

Risultati
| Pos. | Corridore      | Squadra   | Tempo    |
| ---- | -------------- | --------- | -------- |
| 1    | Franco Bitossi | Filotex   | 3h51'44" |
| 2    | Felice Gimondi | Salvarani | a 1"     |
| 3    | Bernard Vifian | Bonanza   | a 2'26"  |

### 4ª tappa
- 14 giugno: Arosa > Locarno – 199 km

Risultati
| Pos. | Corridore         | Squadra | Tempo    |
| ---- | ----------------- | ------- | -------- |
| 1    | Arnaldo Caverzasi | Filotex | 4h57'56" |
| 2    | Antonio Salutini  | Filotex | s.t.     |
| 3    | Erich Spahn       | Zimba   | s.t.     |

### 5ª tappa
- 15 giugno: Airolo > Meiringen – 197 km

Risultati
| Pos. | Corridore        | Squadra   | Tempo    |
| ---- | ---------------- | --------- | -------- |
| 1    | Harry Steevens   | Caballero | 5h17'59" |
| 2    | Ottavio Crepaldi | Salvarani | s.t.     |
| 3    | Franco Bitossi   | Filotex   | a 17"    |

### 6ª tappa
- 16 giugno: Meiringen > Finhaut – 195 km

Risultati
| Pos. | Corridore        | Squadra   | Tempo    |
| ---- | ---------------- | --------- | -------- |
| 1    | Felice Gimondi   | Salvarani | 6h13'48" |
| 2    | Roberto Poggiali | Salvarani | s.t.     |
| 3    | Franco Bitossi   | Filotex   | s.t.     |

### 7ª tappa
- 17 giugno: Finhaut > Berna – 198 km

Risultati
| Pos. | Corridore       | Squadra   | Tempo    |
| ---- | --------------- | --------- | -------- |
| 1    | Gerard Vianen   | Caballero | 5h14'59" |
| 2    | Hans Junkermann | Batavus   | a 16"    |
| 3    | Dino Zandegù    | Salvarani | a 5'54"  |

### 8ª tappa
- 18 giugno: Berna > Sarmenstorf – 165 km

Risultati
| Pos. | Corridore        | Squadra   | Tempo    |
| ---- | ---------------- | --------- | -------- |
| 1    | Dino Zandegù     | Salvarani | 4h07'20" |
| 2    | Harry Steevens   | Caballero | a 4"     |
| 3    | Giuseppe Milioli | Germanvox | s.t.     |

### 9ª tappa
- 19 giugno: Sarmenstorf > Zurigo – 186 km

Risultati
| Pos. | Corridore      | Squadra   | Tempo    |
| ---- | -------------- | --------- | -------- |
| 1    | Albert Fritz   | Bonanza   | 4h37'26" |
| 2    | Harry Steevens | Caballero | s.t.     |
| 3    | Dino Zandegù   | Salvarani | s.t.     |

## Classifiche finali

### Classifica generale
| Pos. | Corridore        | Squadra   | Tempo     |
| ---- | ---------------- | --------- | --------- |
| 1    | Roberto Poggiali | Salvarani | 43h53'27" |
| 2    | Louis Pfenninger | Zimba     | a 1'03"   |
| 3    | Primo Mori       | Salvarani | a 1'14"   |
| 4    | Arie den Hartog  | Caballero | a 1'16"   |
| 5    | Ugo Colombo      | Filotex   | a 1'56"   |
| 6    | Kurt Rub         | Zimba     | a 2'37"   |
| 7    | Franco Bitossi   | Filotex   | a 3'53"   |
| 8    | Felice Gimondi   | Salvarani | a 4'37    |
| 9    | Bernard Vifian   | Bonanza   | a 8'14"   |
| 10   | Hans Junkermann  | Batavus   | a 9'12"   |

### Classifica scalatori
| Pos. | Corridore        | Squadra   | Punti |
| ---- | ---------------- | --------- | ----- |
| 1    | Arie den Hartog  | Caballero | 53    |
| 2    | Franco Bitossi   | Filotex   | 33    |
| 3    | Costantino Conti | Scic      | 27    |
| 4    | Felice Gimondi   | Salvarani | 22    |
| 5    | Karl Heinz Kunde | Batavus   | 20    |

### Classifica a punti
| Pos. | Corridore         | Squadra   | Punti |
| ---- | ----------------- | --------- | ----- |
| 1    | Franco Bitossi    | Filotex   | 199   |
| 2    | Harry Steevens    | Caballero | 153   |
| 3    | Dino Zandegù      | Salvarani | 132   |
| 4    | Noël van Clooster | Hertekamp | 112   |
| 5    | Felice Gimondi    | Salvarani | 110   |

### Classifica squadre
| Pos. | Squadra                  | Tempo      |
| ---- | ------------------------ | ---------- |
| 1    | Salvarani                | 131h16'17" |
| 2    | GBC-Zimba                | a 8'19"    |
| 3    | Filotex                  | a 26'51"   |
| 4    | Hertekamp-Novy-Magniflex | a 32'13"   |
| 5    | Caballero-Laurens        | a 51'22"   |